# غوستاف هاوزر
غوستاف هاوزر (بالألمانية: Gustav Hauser)‏ هو عالم أمراض وأستاذ جامعي ألماني، ولد في 13 يوليو 1856 في نوردلينغن في ألمانيا، وتوفي في 30 يونيو 1935 في إرلنغن في ألمانيا.